# Tovrljane
Tovrljane (em cirílico: Товрљане) é uma vila da Sérvia localizada no município de Prokuplje, pertencente ao distrito de Toplica, na região de Toplica. A sua população era de 49 habitantes segundo o censo de 2011.

## Demografia
| 1948 | 1953 | 1961 | 1971 | 1981 | 1991 | 2002 | 2011 |
| ---- | ---- | ---- | ---- | ---- | ---- | ---- | ---- |
| 759  | 784  | 639  | 373  | 253  | 153  | 90   | 49   |